# Рапатони Нуово (Пескара)
Рапатони Нуово (итал. Rapattoni Nuovo) је насеље у Италији у округу Пескара, региону Абруцо.
Према процени из 2011. у насељу је живело 464 становника. Насеље се налази на надморској висини од 169 м.